# Attentat du 6 janvier 2020 à Gamboru
 (janvier 2020).
Si vous disposez d'ouvrages ou d'articles de référence ou si vous connaissez des sites web de qualité traitant du thème abordé ici, merci de compléter l'article en donnant les références utiles à sa vérifiabilité et en les liant à la section « Notes et références ».
L'attentat du 6 janvier 2020 à Gamboru est un attentat à la bombe survenu le 6 janvier 2020 vers 17 heures sur un pont ou se trouve un marché situé à Gamboru, au Nigéria. L'attentat a fait au moins 38 morts et 35 blessés. Aucun groupe n'a revendiqué l'attaque mais Boko Haram mène souvent des attaques dans la région.